# 1715
1715 је била проста година.

## Смрти

### Фебруар
- 1. септембар — Луј XIV, француски краљ